# سعدان ليلي
قرود الليل، تُعرف أيضًا باسم قرود البومة أو دُرُوكولي (douroucoulis)، تعد أعضاء في جنس أوتوس (Aotus) الذي ينتمي إلى قرود العالم الجديد (أحادي النوع في فصيلة أوتيداي (Aotidae)) ودورة حياة قرد الليل البري غير معروفة، غير أن دورة حياته في الأسر تصل إلى عشرين عامًا. والتعداد الكُلي لقرود الليل أيضًا غير معروف، لأن هذه القرود تعيش بالقرب من الأجزاء العليا المتغصنة في الغابات النفضية، مما يجعل أمر إحصاء تعدادها أمرًا غاية في الصعوبة. وقرود الليل تمثل واحدة من أنواع القرود القليلة التي تصاب بالأمراض المميتة التي يصاب بها الإنسان كأمراض البرداء (الملاريا) والأوالي الحيواني والمتصورة المنجلية، مما يجعل إجراء تجارب عليها كنوعٍ من الرئيسيات من غير الإنسان أمرًا مفيدًا في الأبحاث المتعلقة بالملاريا.

## الإيكولوجيا (البيئة)
توجد قرود الليل في بنما وكولومبيا والإكوادور وبيرو والبرازيل كما تعيش في باراغواي والأرجنتين وبوليفيا. وتمتلك الأنواع التي تعيش في المرتفعات فروًا أسمك من نظيرتها التي تعيش في مستوى سطح البحر. وتستطيع قرود الليل الحياة في الغابات غير المضطربة بتدخل الإنسان (غابة بدائية)، كما تتمكن من العيش في تلك الغابات التي تتعافى من تدخل الإنسان وقَطعه أشجارها (غابة ثانوية).

## الخصائص الفيزيائية
لقرود الليل عينان بنيتان كبيرتان مما يزيد من قدرتها على النشاط ليلاً. ومن الصعب التحقق من رؤية آذان قرود الليل، ولهذا يُسمى جنسه بالأوتوس، الاسم الذي يعني «دون أذن». ويزن كل من ذكر قرد الليل وأنثاه نفس الوزن تقريبًا. وقد يزن قرد الليل فيما بين 1.76 إلى 2.76 رطل. والذكر أطول قليلًا من الأنثى، فيصل طوله إلى 1.14 قدم بينما تصل الأنثى إلي 1.12 قدم.

## السلوك والذكاء
ويأتي اسم «قرد الليل» بسبب نشاط كل أنواعه في الليل ومن حقيقة كونه القرد الوحيد الليلي (باستثناء النويع سعدان ليلي أزارا). وتُصدِر قرود الليل عددًا ملحوظًا من الأصوات، يمكن تقسيمُها إلى ثماني فئاتٍ من الصيحات المميزة (قُباع أجش وقُباع مدوي وصرخات وهرير منخفضة الصوت وعويل ولهث وقُباع العطس وصيحات الاستهجان) ونطاق تردد من بين 190-1,950&nbsp؛ هرتز. وقرود الليل قرود وحيدة اللون، الأمر غير المعتاد بين قرود العالم الجديد، ولا تتمتع هذه القردة بالقدرة على التمييز بين الألوان، وذلك قد يرجع إلى نشاطاتهم الليلية. وتستطيع القرود الليلة رؤية التفاصيل بدقة في الحيز المحيط بها في مستوى إضاءة منخفض أفضل من الرئيسيات الأخرى، وتعزى قدرتها على الإمساك بالحشرات والتحرك أثناء الليل إلى هذه الرؤية. وتعيش القرود الليلية في مجموعاتٍ أسرية تتكون من الزوجين والذرية حديثة السن. وتحمي المجموعات الأسرية أقاليم عن طريق إصدار أصوات والتأشير بالرائحة.
والقرد الليلي أحادي التزاوج اجتماعيًا، وتشكل جميع القردة الليلية علاقات تزاوج بين الذكر والأنثى. ويولد صغير واحد كل عام. ويُعد ذكر القرد الليلي هو الراعي الأساسي للمجموعة، بينما تحمل الأنثى الرضيع في الأسبوع الأول من حياته. ويُعتقد أن هذا يزيد من فرص نجاة الرضيع، كما يقلل الخسارة الأيضية للأنثى. ومن الشائع أن تطرد أنثى القرد الليلي ذكرها للبحث عن زوجٍ آخر.

## التصنيف
وكانت قرود الليل تُصنف جميعها تحت نوع (الليموريمس A. lemurimus) أو نوعين (الليموريمس الازاري) وكان ذلك حتى عام 1983. ولازال يعتقد بعض العلماء وجود نوعين أو ثلاثة فحسب كأنواعٍ رئيسة، أما باقي الأصنوفات فما هي إلا نويعات تحت النوعين أو الثلاثة الرئيسة. والتمييز الذي غالبا ما يُتبع هو تفريق متساو بين ثمانية أنواع هي المجموعة الشمالية من ذوي الرقبة - الرمادية (سعدان ليلي رمادي البطن,الهيرشكوفيتسي, ذو الخطوط-الثلاثة و سبيكس) والمجموعة الجنوبية من ذوي الرقبة - الحمراء (قرد الليل البيروفي , قرد الليل نانسي ما، ذو الرأس الأسود و الآزاري). والأصنوفات خلاف ما سبق والتي تُعد ضُمن النويعات من الليمورينس - البرومباكي، و ذو اليد الرمادية و البنمي من المُستحسن أن تعامَل معاملة الأنواع المنفصلة، بينما يُعد الهيرشكوفيتسي A. hershkovitzi مرادف أصغر لليمورينس. واندرج حديثًا نوع جديد من المجموعة ذوات الرقبة - الرمادية تحت قرد الليل هيرنانديز-كاماتشو. وكما هو الحال مع بعض الانشقاقات الأخرى في هذا الجنس،، وكان الجزء الجوهري في الدراسة هو ملاحظة الاختلاف في الكروموسومات في تلك الأنواع الجديدة. وتم استخدام الدليل المتعلق بالكروموسومات كمُبرّر لدمج «أنواع»، تمامًا كما حدث من اعتبار infulatus الأنفيولاتس نويع من الآزاري بدلاً من التعامل معه كنوعٍ منفصل. وقد تحددت الأنواع الحفرية (سواء كان صوابا أو خطأ) ضُمن هذا الجنس، ولكن أنواع الأصنوفة الموجودة فحسب هي المُدرجة أدناه.

## تصنيف
عائلة الأوتيدي

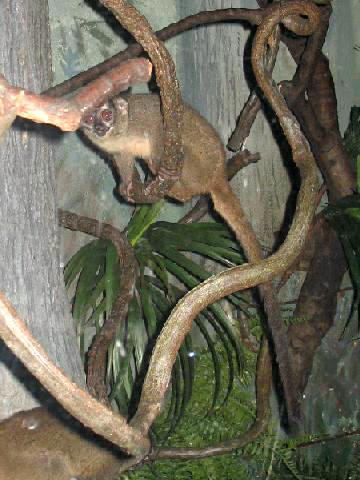
قرد الليل ذو الخطوط-الثلاثة

- الأوتوس الليمورينس المجموعة ذات الرقبة-الرمادية:
  - سعدان ليلي رمادي البطن، Aotus lemurinus
  - سعدان ليلي بنمي، Aotus zonalis
  - سعدان ليلي رمادي اليد، Aotus griseimembra
  - سعدان ليلي هيرنانديز-كاماتشو، Aotus jorgehernandezi
  - سعدان ليلي برومباك، Aotus brumbacki
  - سعدان ليلي ثلاثي الخطوط، Aotus trivirgatus
  - سعدان ليلي سبيكس، Aotus vociferans
- أوتوس آزاري المجموعة ذات الرقبة-الحمراء:
  - سعدان ليلي أزارا، Aotus azarae
  - سعدان ليلي بيروفي، Aotus miconax
  - سعدان ليلي نانسي ما، Aotus nancymaae
  - سعدان ليلي أسود الرأس، Aotus nigriceps

## وصلات خارجية
- [<a href="http://pin.primate.wisc.edu/factsheets/entry/owl_monkey">http://pin.primate.wisc.edu/factsheets/entry/owl_monkey</a> Primate Info Net Aotus Factsheet]